# Niclas Torgén
Gudmund Nicolaus (Niclas) Torgén (i riksdagen kallad Torgén i Högfors), född 19 februari 1871 i Hammerdal, död 11 maj 1930 i Östersund, var en svensk lantbrukare och politiker (liberal).
Niclas Torgén, som kom från en bondefamilj, var lantbrukare i Raftsjöhöjden i Gåxsjö och därefter i Högfors i Häggenås, där han också var kommunalnämndens ordförande. Han var aktiv i IOGT och var också styrelseledamot i Högbrofors AB.
Han var riksdagsledamot i andra kammaren för Jämtlands läns norra valkrets 1912–1914 samt 1919–1920 och tillhörde i riksdagen Frisinnade landsföreningens riksdagsgrupp Liberala samlingspartiet. Han var bland annat ordförande i andra kammarens femte tillfälliga utskott vid höstriksdagen 1914. Som riksdagsman engagerade han sig exempelvis i vägbyggnadsfrågor.
Han var far till kvinnosakskvinnan Alva Jonsson som var ordförande för Föreningen för kvinnans politiska rösträtt i Häggenås 1915–1921.